# Remigio del Mármol
Remigio del Mármol (Alcalá la Real, 1758 - Priego de Córdoba, 1815) fue un escultor español. Conocido por construir la Fuente del Rey en 1803, símbolo de Priego. 

## Biografía
Bautizado en Alcalá la Real (Jaén) el 2 de octubre de 1758, aunque tenía familiares, y era hijo también, del vecino pueblo de Priego de Córdoba. Fue discípulo del maestro prieguense Francisco Javier Pedraxas y maestro del escultor prieguense José Álvarez Cubero. Utilizó fundamentalmente la piedra, aunque cultivó otros géneros. Fue escultor, imaginero, pintor, estuquista, decorador, retablista, arquitecto y diseñador de obras hidráulicas. Murió en Priego de Córdoba el 26 de enero de 1815.